# 24 juillet 1981
Le vendredi 24 juillet 1981 est le 205e jour de l'année 1981.

## Naissances
- Bernard King, joueur de basket-ball professionnel américain
- Doug Bollinger, joueur de cricket australien
- Elisa Cusma, athlète italienne
- Jasminka Cive, pratiquante de MMA autrichienne
- Jenny Barazza, joueuse de volley-ball italienne
- Liz Climo, dessinatrice, animatrice, et auteure de livres pour enfants américaine
- Lucie Carrasco, créatrice de mode
- Marjorie Philibert, écrivain, journaliste et chroniqueuse française
- Nayib Bukele, homme politique du Salvador
- Summer Glau, actrice américaine

## Décès
- Henry Solus (né le 9 juin 1892), professeur de droit spécialisé en droit colonial
- Ian Watson (né le 7 juin 1949), joueur de basket-ball australien
- Mohamed Dahalani (né en 1917), homme politique français

## Événements
- Philip Habib, envoyé par Ronald Reagan, obtient un cessez-le-feu au Liban[1]. C’est une reconnaissance implicite des organisations palestiniennes par Israël.
- Sortie du film américain Blow Out